# معركة طبب
معركة طبب هي معركةٌ وقعت في عام 1230هـ/1815م في طبب خلال فترة ولاية طامي بن شعيب على منطقة عسير، حيث تم تعيينه بإقرار من الإمام سعود بن عبد العزيز، وقد أثارت إدارته في منطقة عسير  قلق محمد علي باشا. مما ساهم في تصاعد التوترات واندلاع الأحداث العسكرية التي عرفت بمعركة طبب. كانت هذه المعركة نقطة تحول في العلاقات بين الدولة السعودية والحكومة العثمانية، حيث تعكس الصراع على النفوذ في المنطقة.

## قبل المعركة
أرسل محمد علي باشا رسالة إلى الآستانة يخبرها بقدرات طامي بن شعيب، مشددًا على ضرورة  التخلص من القوات البشرية في عسير، حيث كانوا الداعمين له. وأعتبرهم  خطرًا على خطة القضاء على الدولة السعودية الأولى.
وبناءً على ذلك كانت معركة طبب نتيجة لخطة عسكرية دفاعية وضعها طامي بن شعيب لمواجهة القوات العثمانية في محاولة لحماية المنطقة وتعزيز النفوذ السعودي.

## خطة القوات السعودية
تم تقسيم القوات السعودية خلال معركة طبب إلى ثلاثة فرق دفاعية على النحو التالي:
1. فرقة مقرها قمم الجبال (الطلحة): كانت بقياد حوان العسيري.[3][4]
2. فرقة مقرها حصون وقلاع طبب: قادها محمد بن أحمد المتحمي وبلغ عدد أفراد هذه الفرقة 500 رجل.
3. فرقة بقيادة طامي بن شعيب: كانت وجهته نحو جبال بني مغيد، حيث أوكلت له مهام استراتيجية لمواجهة القوات العثمانية[5]

   ساهمت هذه الخطة في تنظيم الدفاع وتعزيز التنسيق بين الفرق المختلفة لمواجهة التهديدات.

## معركة طبب
تميزت منطقة طبب بطبيعتها الجغرافية التي تضم قلاعًا وحصونًا متينة البنيان، ما جعلها مؤهلة لمواجهة أي هجوم معتدٍ. كما حققت طبب غنائم من معركة القنفذة، تضمنت ذخيرة وبنادق فتيل ودبابات فارسية ومدافع.
وصلت القوات العثمانية بقيادة محمد علي، إلى عسير بعد خوض معركة طاحنة ضد القوات السعودية في وادي بسل. تقدمت القوات العثمانية حتى وصلت إلى طبب، حيث بدأت في قصف الحصون والقلاع بالمدافع، مما أدى إلى إحداث أضرار كبيرة في المنطقة. ومع اشتداد الحصار، طلبت القوة الثانية الأمان، مما اضطرها إلى ترك الحصون وما تحتويه من ذخائر وأسلحة.
انتهت المعركة بأسر طامي بن شعيب، الذي تم نقله إلى القاهرة ثم إلى إسطنبول. شكّلت هذه الأحداث نقطة تحول في الصراع، حيث أدت إلى فقدان أحد القادة السعوديين في تلك الفترة، وأثرت بشكل كبير على مجريات الأمور في منطقة عسير.